# Le Cabanon

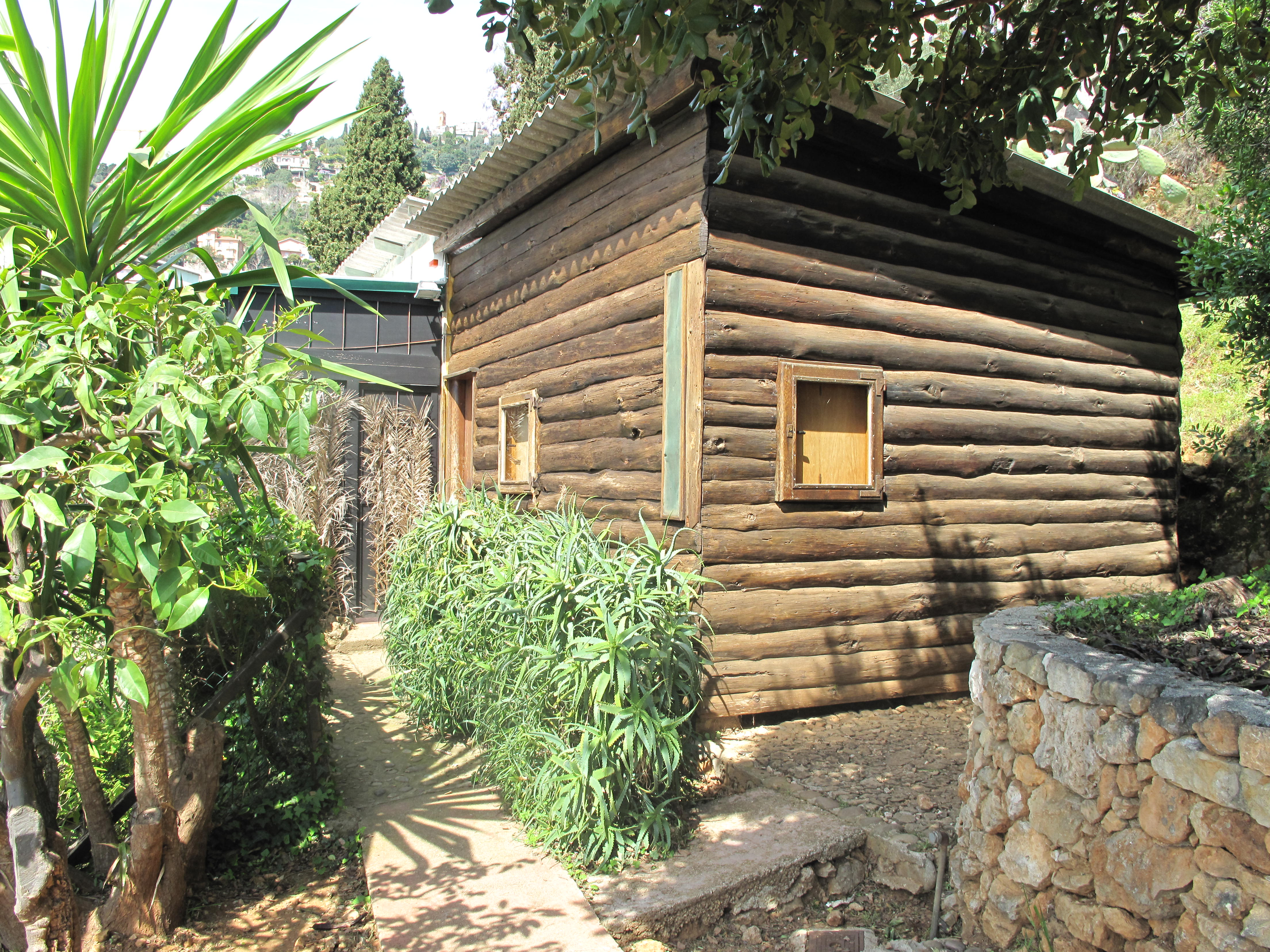
Le Cabanon.

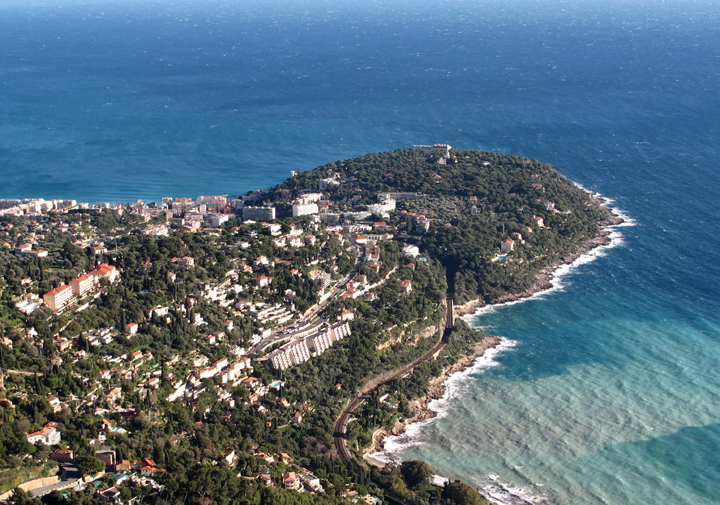
Cap Martin, där Le Cabanon ligger (mellan vägen och vita E-1027, nedanför bildens mitt).

Le Cabanon, den lilla hyddan, är Le Corbusiers sommarhus i Roquebrune-Cap-Martin på den Franska rivieran.
Huset, som består av ett rum på 3,66 x 3,66 meter, och 2,26 meter högt i tak, ligger strax öster om  Eileen Grays tidigare byggda fritidshus E-1027. Det uppfördes i trä av och för arkitekten Le Corbusier 1951–52. Le Cabanon består endast av en mindre rustik byggnadskropp och ritades enligt proportionssystemet Modulor. Det innehöll en mindre sovalkov, ett skrivbord och ett badrum, men saknade kök. Huset prefabricerades i Ajaccio på Korsika och monterades på plats, på en klipphylla ovanför Medelhavet.  Nära sommarstugan, mot havet, byggde han också en mindre bod som ateljé.
Le Corbusier tillbringade en stor del av sina sista år i detta hus och i havet utanför drunknade han i augusti 1965.